# 송림산
송림산(松林山)은 부산 서구 암남동 송도해수욕장의 동쪽에 자리 잡은 독립 구릉이다. 본래 이 산은 천마산에서 남동쪽으로 뻗어 내린 산등성이의 끝부분으로 남항에 몰입하여 만들어진 하나의 섬이었으나, 주변 해안이 매립되면서 육지화되고 지금은 송림산으로 불리고 있다. 송도해수욕장이 자리 잡고 있는 일대를 ‘송도’라 부르는 것도 바로 이러한 송림산의 과거 모습인 섬 '송림도(松林島)'에서 비롯된다. 소나무 숲으로 우거진 송림산은 모두가 공원(송림공원)으로 지정되어 있고, 송도해수욕장의 수려한 경관과 어우러지면서 부산의 빼어난 해안 명승지로 이름 나 있다. 